# 松本市保健所
松本市保健所(まつもとしほけんじょ)は、長野県松本市にある保健所である。同市が2021年（令和3年）4月1日に中核市となった事を受け、地域保健法や松本市保健所運営協議会条例に基づき、開設。長野県では長野市の長野市保健所に次いで2番目の保健所政令市である。なお、松本市は中核市の為、国から二号市に指定されている。

## 所在地・組織
- 保健総務課
- 健康づくり課
- 保健予防課
- 食品・生活衛生課

長野県松本合同庁舎に入居し、事務所面積は616m2。